# Merbein
Merbein – miasto w Australii, w stanie Wiktoria.